# Leeds International Classic 1995
La Leeds International Classic 1995 fou la 7a edició de la Leeds International Classic, antigament anomenada Wincanton Classic. La cursa es disputà el 6 d'agost de 1995, sent el vencedor final el britànic Maximilian Sciandri, que s'imposà en la meta de Leeds.
Va ser la setena cursa de la Copa del Món de ciclisme de 1995.

## Classificació final
|    | Ciclista            | Equip                   | Temps     |
| -- | ------------------- | ----------------------- | --------- |
| 1  | Maximilian Sciandri | MG Maglificio-Technogym | 6h 0' 20" |
| 2  | Roberto Caruso      | ZG Mobili-Selle Italia  | + 44"     |
| 3  | Alberto Elli        | MG Maglificio-Technogym | m. t.     |
| 4  | Fabio Baldato       | MG Maglificio-Technogym | + 53"     |
| 5  | Johan Museeuw       | Mapei-GB                | m. t.     |
| 6  | Laurent Jalabert    | ONCE                    | m. t.     |
| 7  | Andrei Txmil        | Lotto-Isoglass          | m. t.     |
| 8  | Maurizio Fondriest  | Lampre-Panaria          | m. t.     |
| 9  | Gian Matteo Fagnini | Mercatone Uno-Saeco     | m. t.     |
| 10 | Mauro Bettin        | Aki-Gipiemme            | m. t.     |